# Sonate pour piano no 13 de Beethoven
Pour les articles homonymes, voir Sonate pour piano (homonymie).

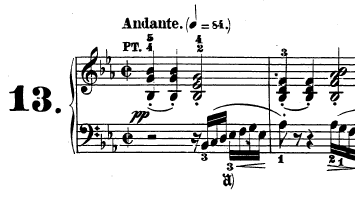
Incipit de la Sonate pour piano n° 13 op. 27 n° 1 de Beethoven

La Sonate pour piano no 13 en mi bémol majeur, opus 27 no 1, de Ludwig van Beethoven, fut composée entre 1800 et 1801, publiée en 1802 et dédiée à la princesse Joséphine von Liechtenstein. Comme la Sonate no 14, avec laquelle elle partage le numéro d'opus 27, elle est intitulée « Sonata quasi una fantasia », ce qui indique qu'elle ne suit pas la forme traditionnelle de la sonate. Tous les mouvements sont enchainés, ce qui illustre une volonté d'unité chez Beethoven.

## Structure
La sonate comprend quatre mouvements et sa durée d'exécution dépasse le quart d'heure :
1. Andante, en mi bémol majeur, à .
2. Allegro molto e vivace, en do mineur, à 
.
3. Adagio con espressione, en la bémol majeur, à 
.
4. Allegro vivace, en mi bémol majeur, à 
.

Le quatrième mouvement suit sans interruption le troisième. Vers la fin de l'Allegro vivace on trouve également une section Tempo I qui reprend le thème du troisième mouvement (mais dans une tonalité différente). L'ensemble se termine par une courte coda Presto, débordant de joie.